# 卡帕 (公司)

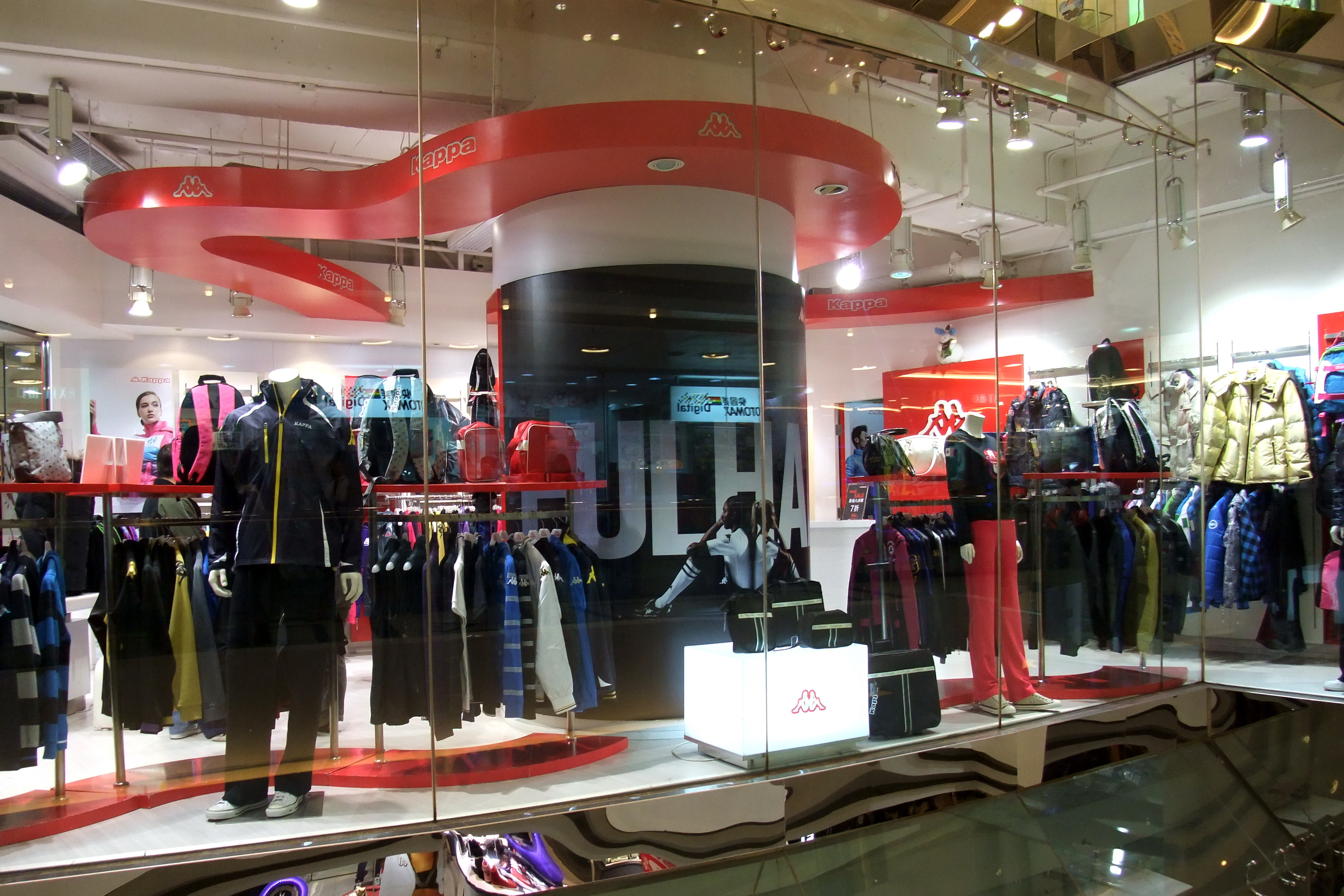
位於香港新世紀廣場的Kappa的專門店

卡帕（Kappa），於1916年成立，為BasicNet S.p.A.（BIT: BAN）的附屬公司，是總部設于意大利都灵的运动、休闲服装公司。

## Logo
“背靠背”图案：两名背靠背而坐的男女

## 中国大陸
早在2002年，动向是李宁下面的一个体育品牌代理公司，也是在那一年，动向将KAPPA这个品牌引入到中国，2005年底，管理层陈义红，秦大中带领动向从李宁中独立出来。2006年5月30日，中国动向买断KAPPA品牌在中国内地和澳门的所有权和永久经营权2007年10月10日在香港主板上市。2008年4月30日，中国动向完成了对日本PHENIX企业的收购，成为了日本KAPPA品牌的持有人。2008年中国动向在中国大陆和日本经营KAPPA品牌的收入是33亿人民币。但之後經營不善而出售代理權。

## 赞助

### 国家队
- 阿曼國家足球隊
- 突尼西亞國家足球隊

### 足球俱乐部

#### 欧洲

##### 英格蘭
- 侯城足球會

##### 法國
- 梅斯
- 尼斯

##### 西班牙
- 拉科魯尼亞
- 華拉度列

##### 葡萄牙
- 埃斯托里爾

##### 意大利
- 恩波利足球俱樂部
- 費倫天拿足球會
- 熱那亞板球與足球俱樂部

##### 波蘭
- 積基朗尼亞

##### 羅馬尼亞
- 布加勒斯特迅速

##### 希臘
- 阿里斯
- 卡利地亞

##### 塞爾維亞
- 柏迪遜

#### 南美洲

##### 阿根廷
- 颶風隊
- 競賽會
- 堤格雷

##### 巴西
- 華斯高

##### 智利
- 艾斯賓路拿

##### 厄瓜多爾
- 科技大學

##### 巴拉圭
- 紳士將軍JLM
- 國民會

#### 亞洲

##### 澳洲
- 西部聯